# Picot escarlata
El picot escarlata (Veniliornis callonotus) és una espècie d'ocell de la família dels pícids (Picidae) que habita boscos i matolls del sud de Colòmbia, oest de l'Equador i nord del Perú.